# 엔히키 쿠엘류 두스 산투스 올리베이라
엔히키 쿠엘류 두스 산투스 올리베이라(포르투갈어: Henrique Coelho dos Santos Oliveira, 1993년 8월 12일~)는 브라질의 축구 선수이다.